# 파넨슈틸
파넨슈틸(독일어: Pfannenstiel)은 스위스 취리히주의 취리히 호수와 취리히고원이 내려다보이는 지역으로 해발 853m의 나무가 우거진 산이다.

## 지리

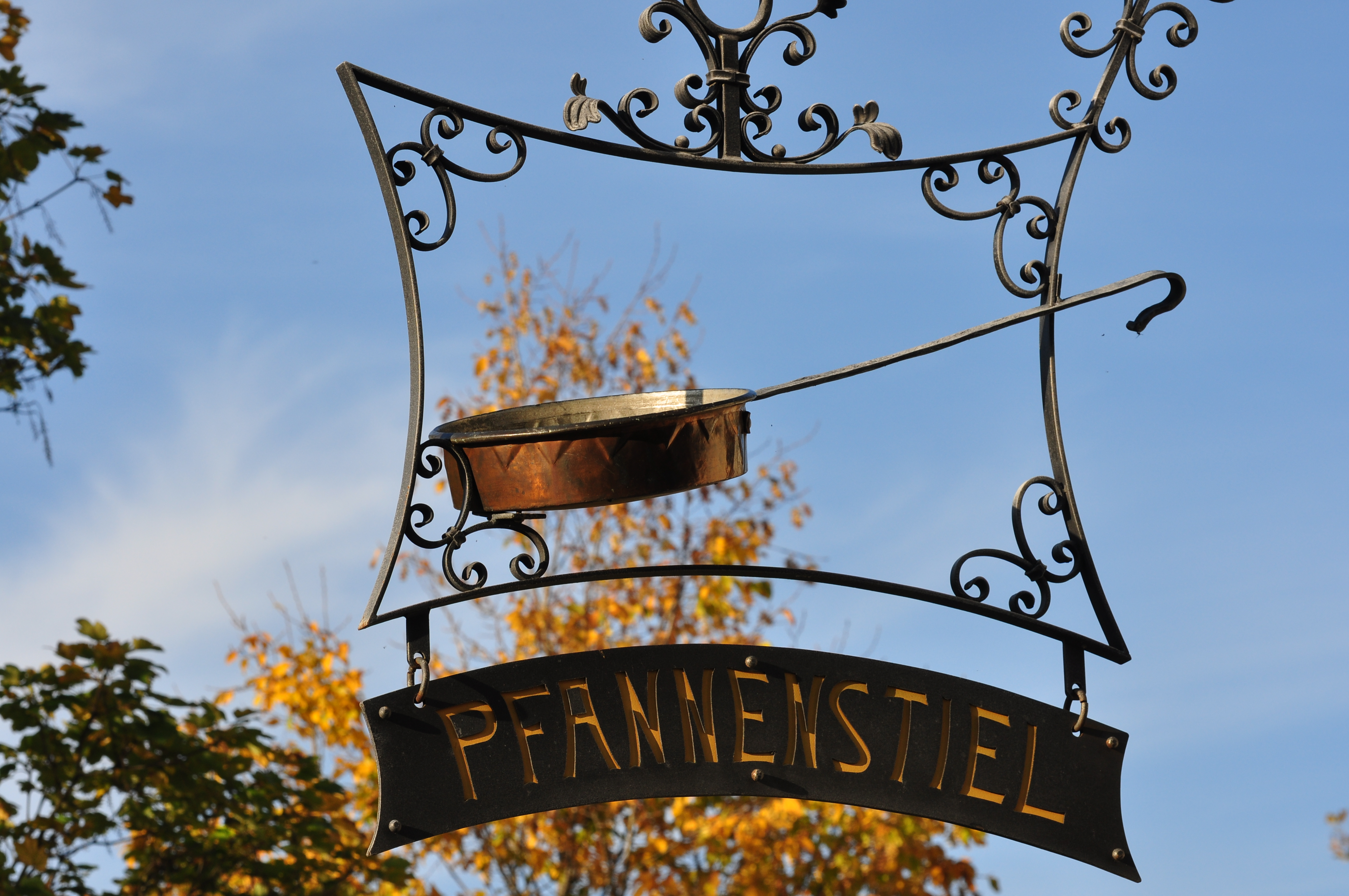
파넨슈틸 여관 표지

파넨슈틸(Pfannenstil은 ‘냄비 손잡이’를 의미)은 일반적으로 산과 긴 산악 지역의 지역에 사용된다. 취리히시에서 남동쪽으로 약 15km 떨어진 마일렌구에 위치하고 있으며, 북동쪽으로 그라이펜제 및 취리히고원, 남서쪽으로 취리히 호수, 독일의 홈브레히티콘 시정촌 주변 지역에 접해 있다. 동쪽. 북서쪽에서 파넨슈틸은 포어히 마을과 글라트 계곡에서 취리히 호수로 이어지는 높이 668m의 이전 고개와 접해 있다. 가장 높은 지점은 취리히 호수 위 약 450m 지점의 오켄쇠헤(Okenshöhe)이다. 남동쪽에서 북서쪽으로 파넨슈틸은 굴데넨 (778m), 바스베르크(715m), 외쉬브리크 (696m), 아들리스베르크(701m)와 취리히베르크(676m), 케퍼베르크- 바이드베르크(601m) 및 횡거베르크(541m)와 같은 봉우리 산맥의 일부이다.
취리히 호수 옆 지역은 빙하기 빙하의 왼쪽 빙퇴석으로 형성되었으며, 그 바닥이 현재의 취리히 호수이다.

## 이름
파넨슈틸이라는 이름의 유래는 포어더러 파넨슈틸 레스토랑의 접시(여관 표시)를 기억한다. 17세기 또는 그보다 훨씬 전에 취리히 시 정부는 전쟁 위협으로 비상사태가 발생했을 때 취리히베르크, 케퍼버그, 바흐텔, 우틀리베르크 등에 인접한 알비스강 주변 호흐바흐텐에 불과 연기로 경고하는 봉화 시스템을 구축했다. 파넨슈틸 봉수대는 오켄쇠헤(Okenshöhe)라고 불리는 정상에 위치했으며, 그곳에서 다른 수많은 호흐바텐(봉화)이 직접 눈에 띄었다. 같은 이유로 19세기에 오켄쇠헤는 다른 삼각점을 측정할 수 있기 때문에 삼각점으로 사용되었다. 이러한 측정은 전국 지리 조사의 중추를 형성한다. 그럼에도 불구하고 ‘불운’의 표시로 불 붙은 냄비는 파넨슈틸이라는 용어의 실제 기원이 아니었다. 1333년의 문서에서 처음 언급되었으며, 이 용어는 팬 손잡이처럼 생긴 근처의 초원과 농지를 가리키는 것으로 가정한다.

## 파넨슈틸 타워
1893년에 바히텔산에 강철로 된 전망대가 세워졌으며, 이 전망대는 1979년 취리히주 주정부에 의해 역사 보존 대상으로 지정되었다. 6년 후, 타워는 기술적인 이유로 스위스 포스트(구 PTT)에 의해 보관되었으며, 1992년에 타워는 파넨슈틸에 재건되었다. 타워는 리벳으로 고정되어 있으며 강철과 주철로 만들어졌다. 재건은 이 기술이 여전히 사용되는 동유럽의 전문가에 의해 수행되었다. 재건을 위한 새로운 위치는 처음에 논란의 여지가 있었다. 주 당국은 산림 지역 한가운데에 있는 산에서 가장 높은 고도를 선호했다. 마일렌 지자체의 집행관 보호구역이라 불만족스러웠다. 최종 위치는 에크 시정촌 약간 아래에 위치하게 되었다.

## 볼거리
파넨슈틸은 그림 같은 지역이며, 산의 위쪽에는 남쪽과 서쪽으로 취리히 호수, 에첼, 치머베르크, 알비스, 위틀리베르크가 내려다보이는 4개의 레스토랑이 있고, 북쪽과 동쪽으로 그라이펜제, 글라탈, 바흐텔 및 취리히고원이 있다. 산의 상부는 대부분이 삼림지대로 피크닉 장소가 있는 인기 있는 레크리에이션 지역이며, 퀴스나흐터 토벨 경로 사이에 하이킹 코스가 있다. 겨울철에는 크로스컨트리 스키 코스가 인기 있는 명소이다.

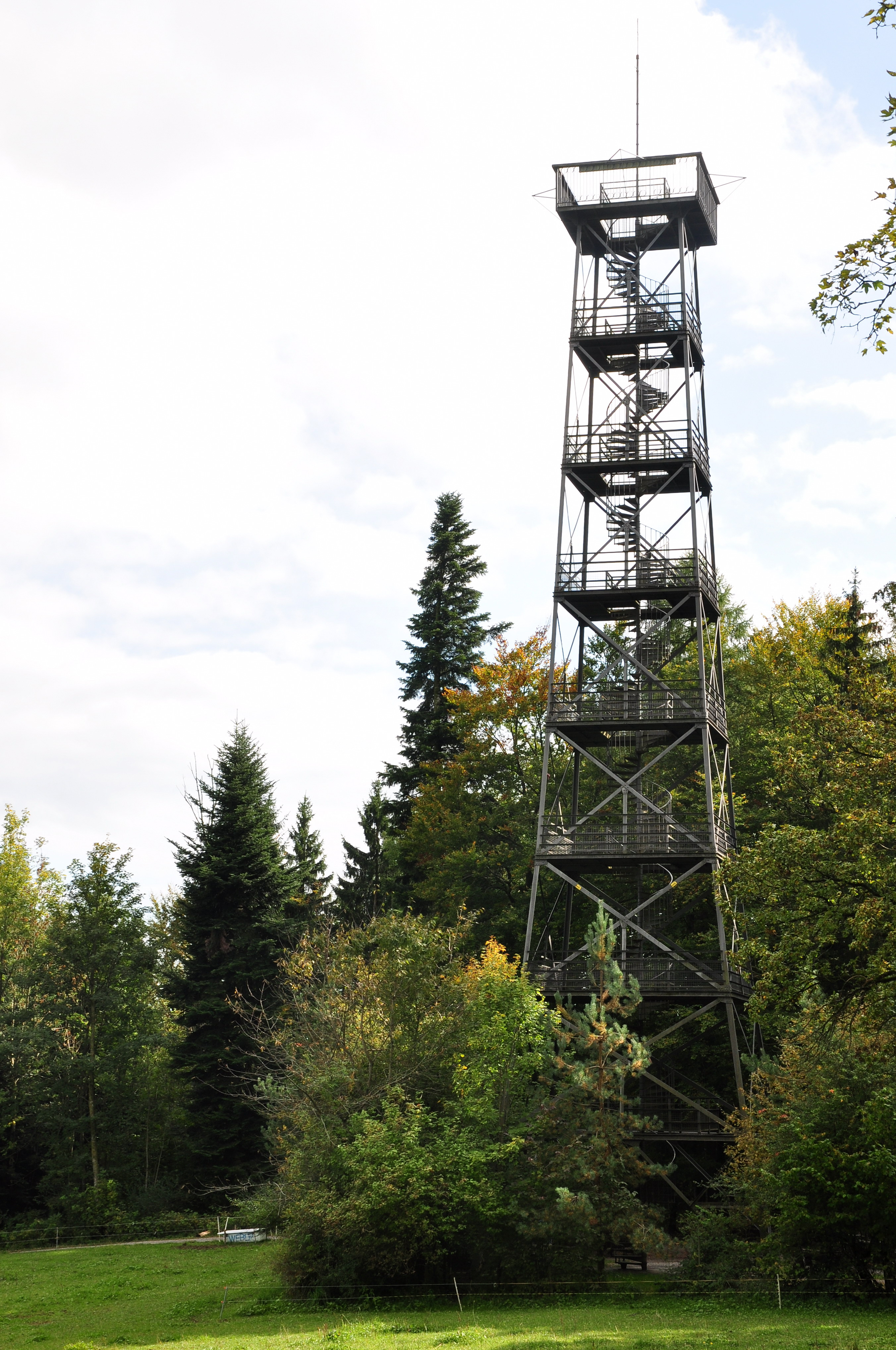
파넨슈틸 타워
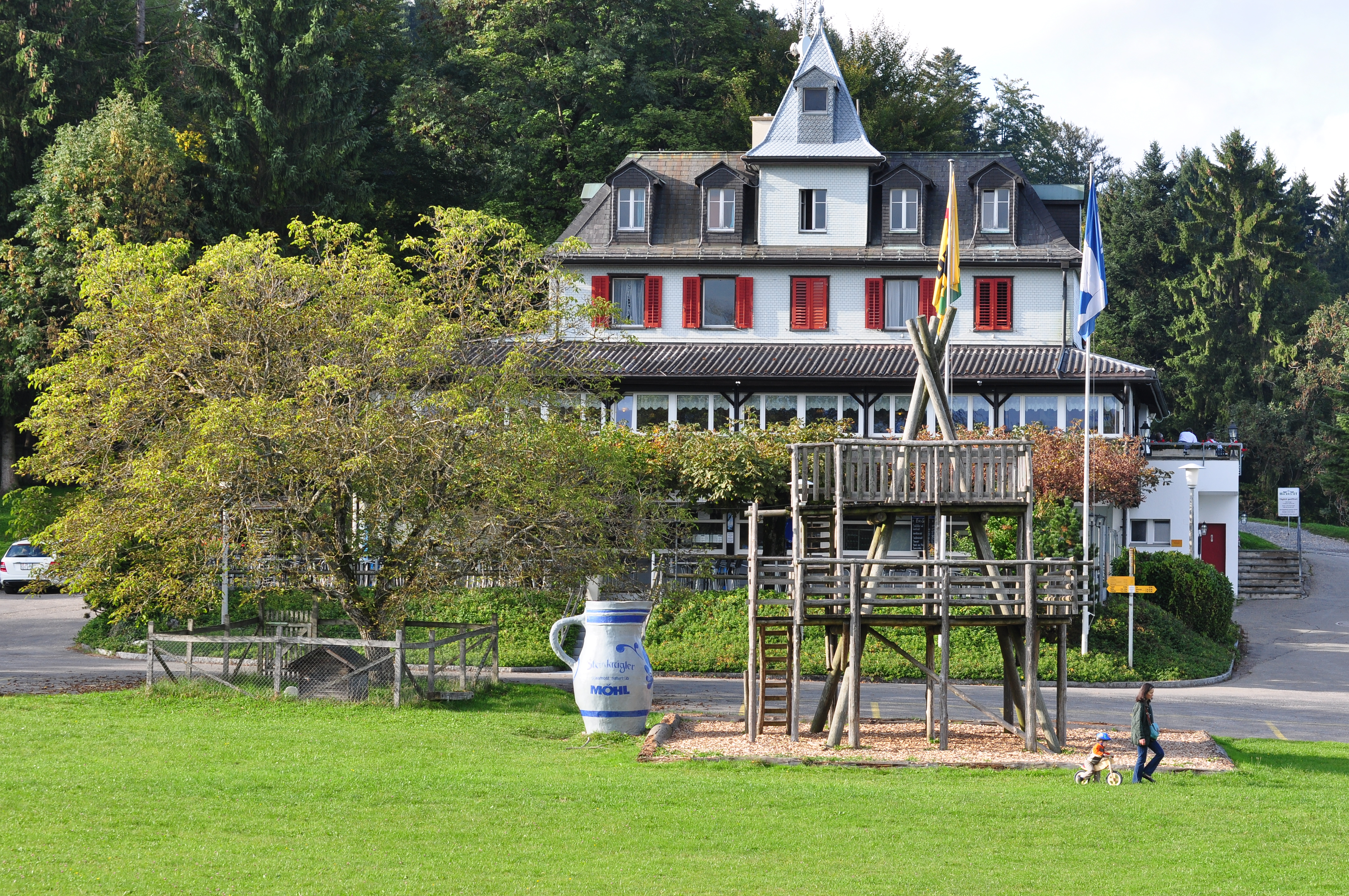
정상의 레스토랑 호흐바흐트(Hochwacht)
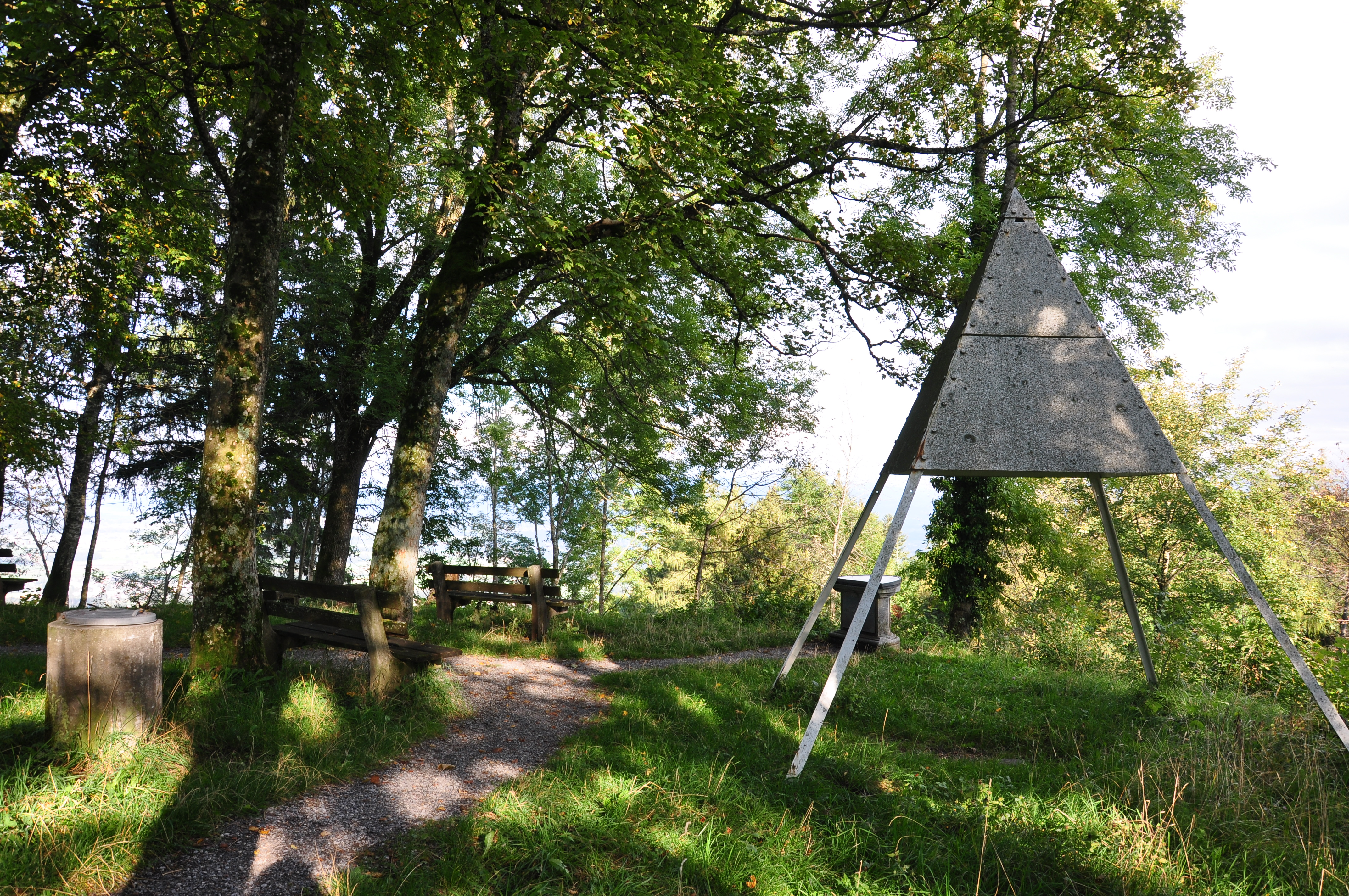
외켄쇠헤
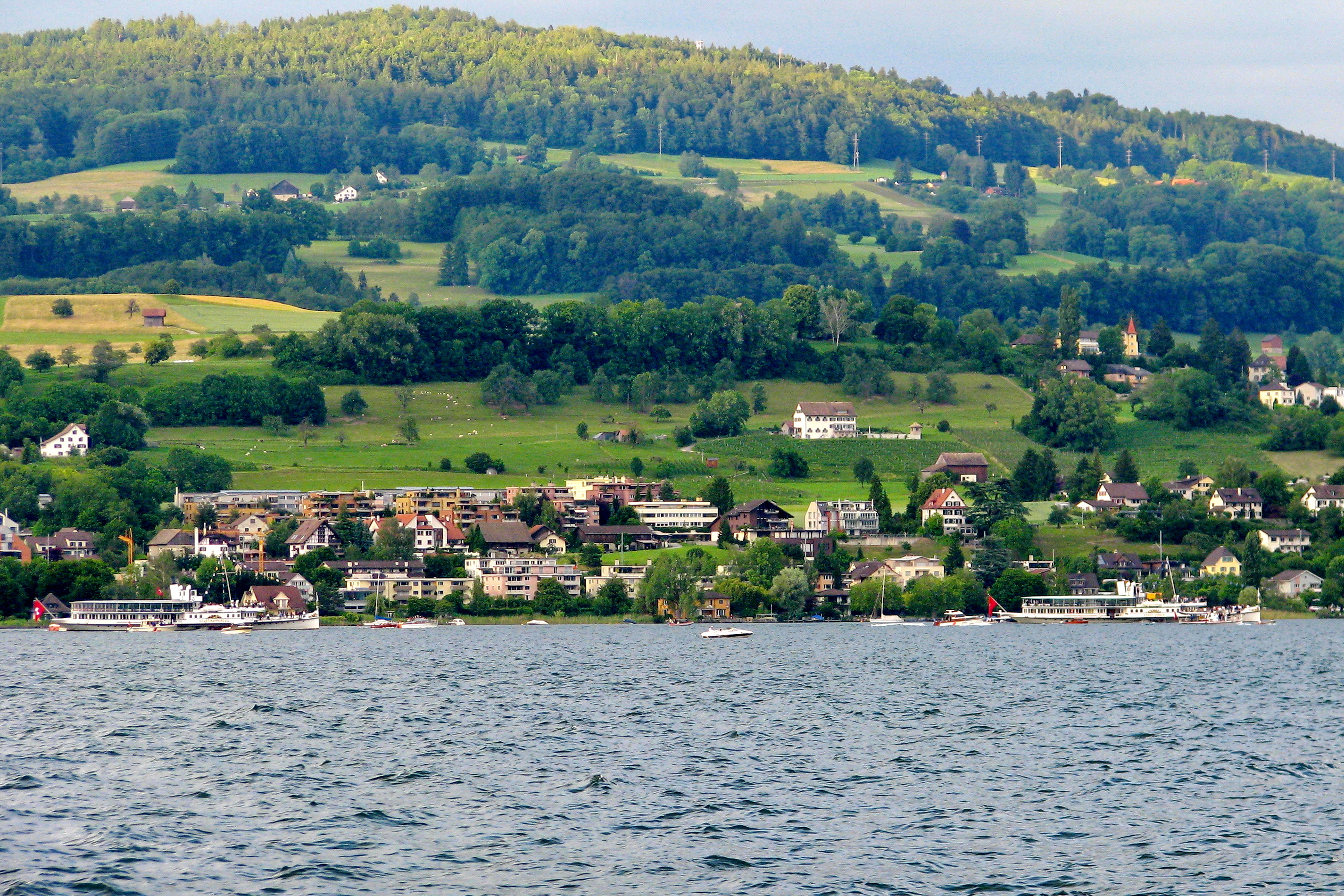
패들 증기선 슈타트 라퍼스빌 (왼쪽) 그리고 슈타트 취리히, 배경으로 파넨슈틸 정상(2009년 6월)
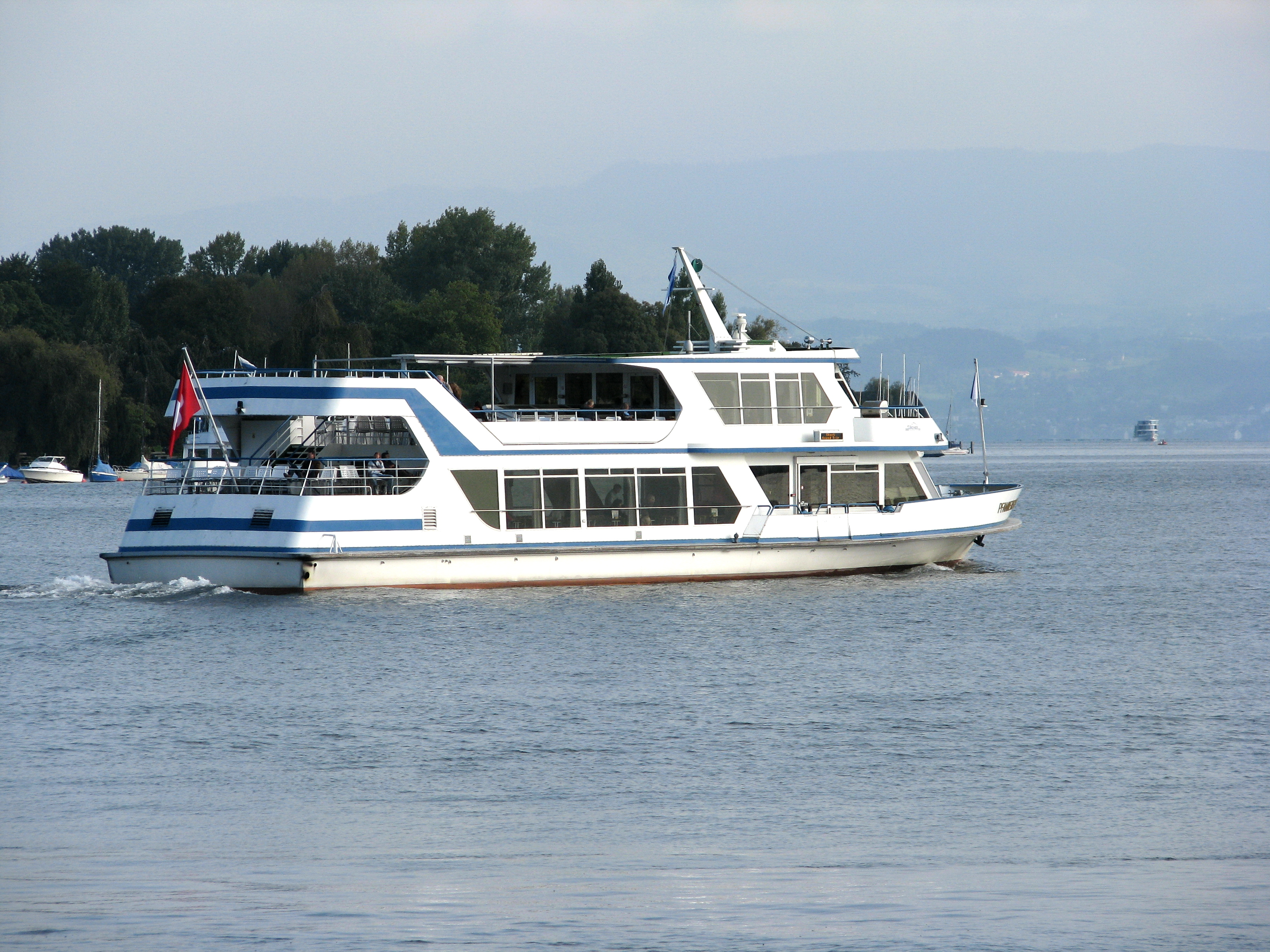
취리히호 해운의 모터선 파넨슈틸

언급했듯이 오켄쇠헤 삼각 측량 지점은 파넨슈틸에서 가장 높은 고도로 아름다운 전망을 제공한다. 19세기 초에 거의 가보지 않은 산을 많이 다녔던 자연과학자 오켄의 이름을 따서 명명되었다. 1838년에 그는 현재 오켄쇠헤라고 불리는 지역을 구입했다. 그의 상속인은 마일렌 시정촌의 시민들에게 땅을 기부했다. 그들은 이 지역을 과도하게 건설하는 것을 허용하지 않는 수요일 사회(Mittwochsgesellschaft)를 형성했다.

## 파넨슈틸 지역
‘파넨슈틸 지역’이라는 용어는 일반적으로 촐리콘 – 촐리커베르크와 홈브레히티콘 – 펠트바흐 사이의 산, 지역 및 고원을 의미한다. 이 지역에는 에크, 에를렌바흐, 헤를리베르크, 홈브레히티콘, 퀴스나흐트, 마일렌, 메네도르프, 외트빌 암 제, 슈테파, 외티콘 암 제, 촐리콘과 추미콘이 있다.

## 교통
취리히 슈타델호펜역에서 포어히 또는 에슬링엔역까지의 포어히반 라인(S18), S6 및 S16 라인의 취리히 (퀴스나흐트 : 퀴스나히터토벨에서 포어히까지), S6 및 S7에서 마일렌(버스 라인)까지 922번, 포어더러 파넨슈틸 정류장) 또는 슈테파 또는 홈브레히티콘-펠트바흐 및 지역 버스 노선 955 및 970번이 파넨슈틸 지역의 다른 부분까지 운행한다. 여름에는 취리히호 해운(ZSG)에서 운영하는 라퍼스빌과 호수를 따라 취리히로 가는 정기보트가 있다. ZSG의 작은 모터쉽은 산의 이름을 따서 명명되었다.